# Pont suspendu de Saint-Sulpice
Le pont de Saint-Sulpice est un pont suspendu sur l'Agout situé entre Saint-Sulpice-la-Pointe et Couffouleux, dans le département du Tarn (Occitanie, France)

## Histoire
Un premier pont fut érigé pour franchir l'Agout entre 1847 et 1849 par des notables pour relier les communes de Saint-Sulpice-la-Pointe, Couffouleux et Rabastens. Mais à la suite des inondations de mars 1930 dans le bassin du Tarn, durant lesquelles il fut détruit. Sa reconstruction date de 1931, ce qui en fait un des derniers ponts suspendus de ce type.

## Caractéristiques
Le tablier était à l'origine constitué de bois, puis reconstruit entièrement métallique avec une dalle en béton surmonté d'une chaussée en bitume.
La route départementale D631, permet grâce à c'est ouvrage de franchir l'Agout au véhicules de moins 12 tonnes. Ce pont est de même genre que le pont de Mirepoix-sur-Tarn,.